# 曲继宁
曲继宁（1929年—2025年1月3日），山东龙口人，中国人民解放军将领、中国人民解放军中将。
1990年，授予中国人民解放军中将，曾任济南军区副政治委员。